# تينيكتيبلاز
تينيكتيبلاز (بالإنجليزية: Tenecteplase)‏ هو دواء يُستعمل في علاج:
- نوبة قلبية[6]
- خثار تاجي[6]

## دوره
يلعب هذا الدواء دورًا في علاج الأمراض كونه:
- عامل حال للفبرين